# Ладо Гургенидзе
Владимир (Ладо) Гургенидзе (на грузински ვლადიმერ (ლადო) გურგენიძე) е грузински банкер и политик. От октомври 2004 до ноември 2007 г. е председател на надзорния съвет на банката Сакартвелос Банки в Тбилиси. От 16 ноември 2007 до 27 октомври 2008 г. е министър-председател на Република Грузия. Освен с грузинското, Гургенидзе разполага и с британско гражданство.

### Образование
Гургенидзе следва първоначално в Тбилиския държавен университет. През 1990 г. се прехвърля в американския Мидълбъри колеж (Middlebury College). Магистър по бизнес администрация има и от Goizueta School of Business към Университета Емори.

### Бизнес кариера
Първоначално Гургенидзе работи като банкер за холандската MeesPierson. От 1997 до 1998 г. е директор на холандската Банка ABN AMRO Corporate Finance за Русия и ОНД. През 1997 г. е преместен в Лондон, където заема като мениджър директор на множество постове, сред които Head of Technology Corporate Finance, отдел Сливания и придобивания и ABN AMRO Technology Finance. През 2003 г. Гургенидзе започва работа в инвестиционната банка Putnam Lovell NBF, дъщерна на канадската Банк насионал ду Канада (Banque Nationale du Canada).
През 2004 г. се завръща в Грузия и поема председателството на надзорния съвет на грузинската банка Сакартвелос Банки (в превод Банка на Грузия). Под негово ръководство банката се превръща в една от водещите в банковия сектор в Грузия. През 2006 г. банката е определена от Financial Times Group и списанието The Banker за най-добра банка на Грузия. Гургенидзе е също член на надзорния съвет на Galt & Taggart Securities, Galt & Taggart Capital както и на Грузинската фондова борса.

### Политика
След оттеглянето на Зураб Ногхаидели на 16 ноември 2007 г. по здравословни причини от поста премиер на Грузия, грузинският президент Михаил Саакашвили още същата вечер предлага за нов премиер да бъде избран Ладо Гургенидзе. Основните причини за избирането на Гургенидзе от президента са, че като експерт във финансовия сектор той би допринесъл много за по-добрата оптимизация на икономическите процеси и намаляването на безработицата в страната.
На 27 октомври 2008 г. е уволнен от президента Саакашливи от поста министър-председател. За негов наследник се спряга 35-годишния посланик на страната в Турция Григол Мгалоблишвили.